# Landschaft (Landstände)
Landschaft bedeutet im historischen und ursprünglichen Zusammenhang die Gesamtheit der Landstände in einem mittelalterlichen und frühneuzeitlichen Staat im Sinne der Ständeordnung. Teilweise wurden auch nur die Städte als Teil der Landstände als Landschaft bezeichnet.

## Begriffsgeschichte
Der Begriff „Landschaft“ stand im Mittelalter ursprünglich für die gesamte Bevölkerung eines Gebiets. Später engte sich dessen Bedeutung auf die politisch handlungsfähigen Bewohner als Vertretung der Landeseinwohner vor der Regierung und schließlich auf deren ständische Vertretung ein. Die Versammlungen der Landstände wurden „Landtag“ genannt, mit „Landschaft“ ist dagegen eher die Institution gemeint.
Die heute gängige Bedeutung von Landschaft im geographischen Sinne kam später unter dem Einfluss der Malerei auf und ist erst seit dem 18. Jahrhundert in Gebrauch.

## Geschichtliche Entwicklung und heutige Bedeutung
Seit dem 17. Jahrhundert verloren die Landschaften oder auch Landstände in den meisten Staaten durch den Absolutismus an politischer Bedeutung. Sie wurden entweder aufgelöst, wandelten sich über mehrere Zwischenstufen hin zu den heutigen Landtagen oder zu Institutionen eigener Art wie den Landschaftsverbänden.
Der Einfluss der Landschaften, die in der Geschichte eine Region mit einer eigenen Identität gebildet haben, wirkt heute oft noch nach und kann Kultur und Sprache eines Gebietes prägen, das politisch nicht mehr eine Einheit bildet.

### Deutschland

Bereiche der noch existierenden historischen Landschaften in Niedersachsen

In Preußen wurden die ab Ende des 18. Jahrhunderts in den historischen Landesteilen (Brandenburg, Pommern, Ostpreußen usw.) gebildeten Hypothekenbanken für die in den Landständen vertretenen adligen Grundbesitzer als Landschaft bezeichnet, siehe auch hier: Landschaft (Preußen).
In Mecklenburg wurden nur die Städte als Landschaft bezeichnet. Diese bestand bis 1918.
In Niedersachsen existieren bis heute sechs alte Landschaften als Körperschaften mit ständischer Verfassung fort.
In Schleswig-Holstein gab es die Landschaften Eiderstedt und Fehmarn. Typischerweise ist Eiderstedt eine Halbinsel und Fehmarn eine Insel.

### Niederlande
In den Niederlanden besteht in allen 12 Provinzen eine Landschap. Heute sind die Provinciale Landschappen vor allem mit Aufgaben des Naturschutzes betraut. Sie sind Eigentümer der größeren Naturschutzgebiete und von historischen Gebäuden unter Denkmalschutz.

### Österreich
In Österreich wurde der Begriff Landschaft auch für die Gesamtheit der vier Landstände, nämlich der Prälaten, Herren, Ritter und Städte verwendet. Heute findet sich dies noch bei Apotheken, die aus jener Zeit stammen und die Bezeichnung Landschafts-Apotheke tragen. Sie bestehen auch heute unter anderem in Baden bei Wien, Horn, Schwechat sowie Klagenfurt.

### Schweden
Die Landschaften in Schweden (schwed. landskap) und Finnland finn. (maakunta) sind bis heute genau definierte Gebiete, auch wenn die sie repräsentierenden Landstände nicht mehr existieren. Die maakunta ist heute eine Form von Gebietskörperschaft in der Verwaltungsgliederung Finnlands, deren Grenzen nicht denen der alten historischen Landschaften entsprechen.